# Andrew McCutchen
Andrew McCutchen (ur. 10 października 1986) – amerykański baseballista występujący na pozycji zapolowego w Philadelphia Phillies. Pięciokrotny uczestnik Meczu Gwiazd, zdobywca Złotej Rękawicy, czterokrotny zdobywca Silver Slugger Award, MVP National League w 2013.

## Minor League Baseball
Po ukończeniu szkoły średniej otrzymał ofertę stypendium z University of Florida, jednak w czerwcu 2005, po wyborze w pierwszej rundzie draftu z numerem jedenastym przez Pittsburgh Pirates, zdecydował się podpisać kontrakt z organizacją tego klubu. Zawodową karierę rozpoczął od występów w GCL Pirates (poziom Rookie), następnie grał w Williamsport Crosscutters (poziom Class A Short Season).
W sezonie 2006 występował w Hickory Crawdads (poziom Class A) i Altoona Curve (poziom Double-A), gdzie uzyskał średnią 0,308 w 20 meczach. Został wybrany najlepszym zawodnikiem organizacji Pittsburgh Pirates w Minor League Baseball. W 2007 grał głównie w Altoona Toons, a pod koniec sezonu został przesunięty do Indianapolis Indians (poziom Triple-A). W 2008 wystąpił w barwach Indians w 135 meczach, w których uzyskał średnią 0,283, zdobył 8 home runów i zaliczył 50 RBI.

## Major League Baseball

### Pittsburgh Pirates

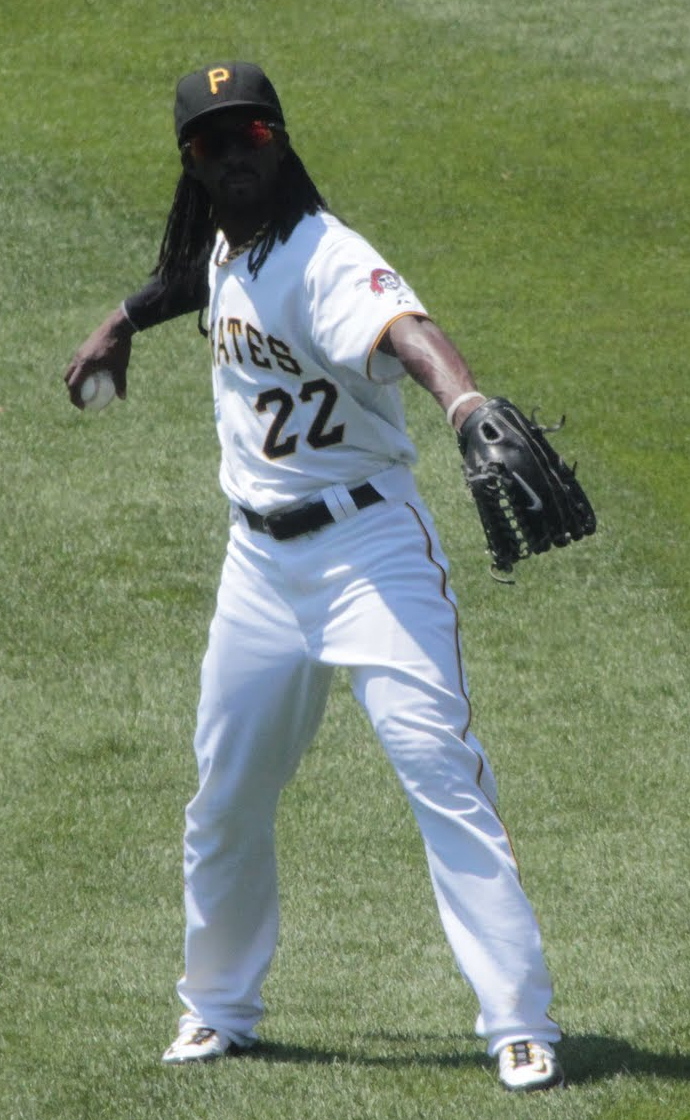
Andrew McCutchen w 2011 roku.

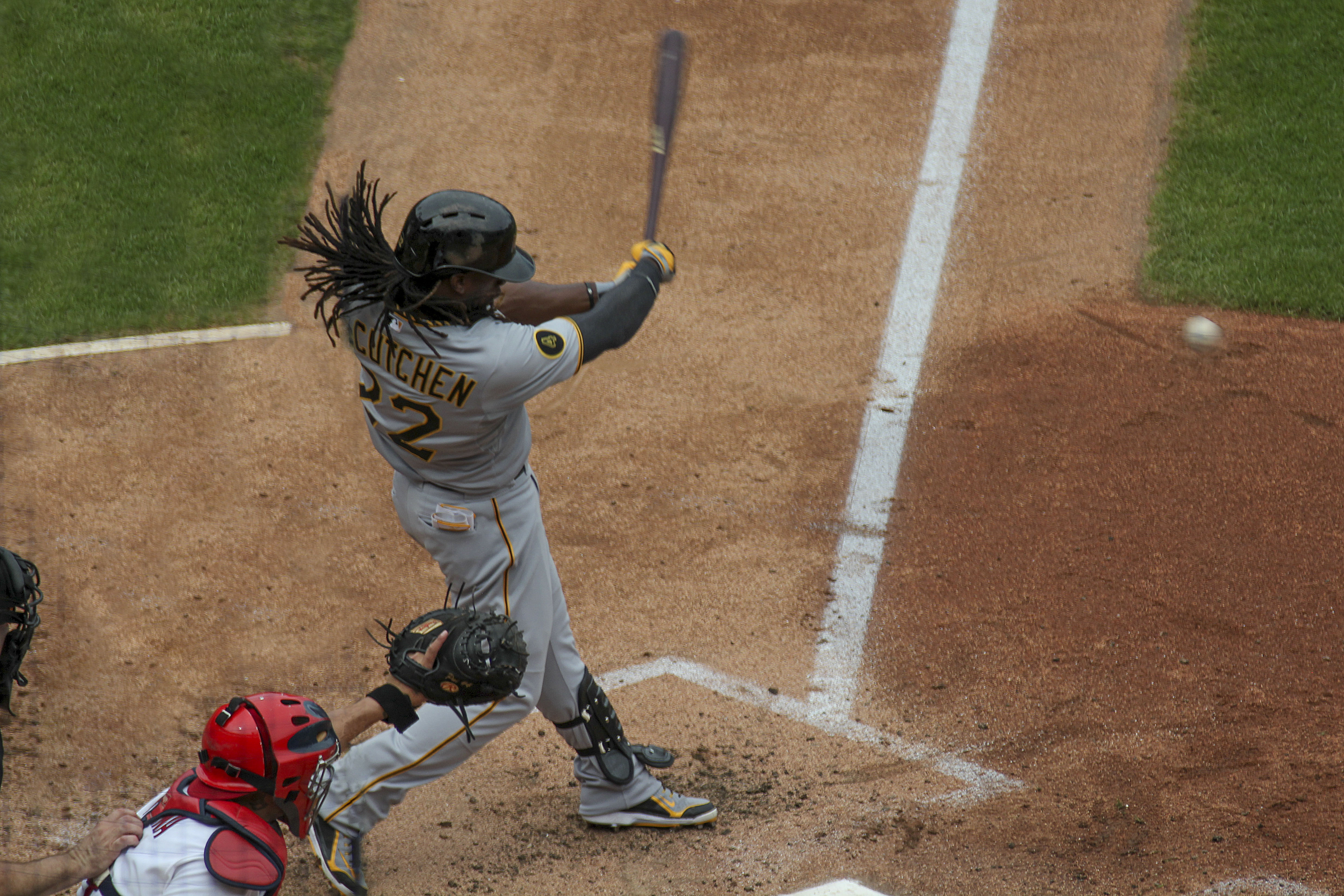
Andrew McCutchen w 2014 roku.

Sezon 2009 rozpoczął od występów w Indianapolis Indians, jednak po odejściu z zespołu środkowozapolowego Nate'a McLoutha do Atlanta Braves, McCutchen otrzymał powołanie do 40-osobowego składu Pittsburgh Pirates i 4 czerwca 2009 zadebiutował w Major League Baseball w meczu przeciwko New York Mets, w którym zaliczył dwa uderzenia, w tym RBI single i skradł bazę. 17 czerwca 2009 w spotkaniu z Minnesota Twins zdobył pierwszego home runa w MLB po narzucie Francisco Liriano, a pierwszego walk-off home runa zdobył 25 września 2009 w meczu z Philadelphia Phillies. W tym samym roku został wybrany przez magazyn Baseball America najlepszym debiutantem w MLB. W głosowaniu BBWAA do nagrody NL Rookie of the Year Award zajął 4. miejsce.
14 maja 2010 w meczu przeciwko Chicago Cubs zaliczył pięć odbić na pięć podejść. Inny zawodnik Piratów Garrett Jones również zaliczył pięć uderzeń i był to pierwszy przypadek od 1 sierpnia 1970 roku, kiedy dwóch baseballistów Pirates zaliczyli po pięć odbić w jednym meczu. Wcześniej dokonali tego Willie Stargell i Bob Robertson w spotkaniu z Atlanta Braves. W lipcu 2011 po raz pierwszy został powołany do NL All-Star Team, zastępując kontuzjowanego Ryana Brauna.
W marcu 2012 podpisał nowy, sześcioletni kontrakt wart 51,5 miliona dolarów z opcją przedłużenia na sezon 2018 wartą 14 750 tysięcy dolarów. W czerwcu 2012 w 27 meczach uzyskał średnią 0.370, zdobył 7 home runów, zaliczył 26 RBI i został wybrany najlepszym baseballistą miesiąca w National League. W lipcu 2012 zastąpił kontuzjowanego Giancarlo Stantona w Home Run Derby i po raz drugi wystąpił w Meczu Gwiazd. W tym samym miesiącu zanotował średnią 0,446, zdobył 7 home runów, zaliczył 15 RBI i po raz drugi z rzędu został wybrany najlepszym zawodnikiem miesiąca w lidze. W 2012 po raz pierwszy otrzymał nagrody Gold Glove Award, Silver Slugger Award, a w głosowaniu na najbardziej wartościowego zawodnika sezonu zasadniczego zajął 3. miejsce za Busterem Poseyem z San Francisco Giants i Ryanem Braunem z Milwaukee Brewers.
W lipcu 2013 po raz trzeci w karierze zagrał w All-Star Game. 3 września 2013 w wygranym przez Pirates 4–3 meczu z Milwaukee Brewers zdobył 100. home runa w MLB po narzucie Yovaniego Gallardo. W październiku 2013 po raz pierwszy awansował z zespołem do play-off, jednak Pirates zostali wyeliminowani przez St. Louis Cardinals w National League Division Series po pięciu meczach w serii best-of-five. W 2013 został pierwszym baseballistą Pittsburgh Pirates od 1992 roku, wybranym najbardziej wartościowym zawodnikiem w National League.
W czerwcu 2014 zanotował średnią 0,343, zdobył 8 home runów, zaliczył 25 RBI i został wybrany najlepszym zawodnikiem miesiąca w National League. W 15 lipca 2014 wystąpił po raz czwarty w Meczu Gwiazd i po raz pierwszy w wyjściowym składzie. 10 września 2014 w meczu przeciwko Philadelphia Phillies zdobył pierwszego inside-the-park-home runa w MLB. W tym samym roku po raz trzeci otrzymał Silver Slugger Award, a głosowaniu do nagrody MVP National League zajął 3. miejsce za Claytonem Kershawem z Los Angeles Dodgers i Giancarlo Stantonem z Miami Marlins.
14 lipca 2015 po raz drugi z rzędu zagrał w wyjściowym składzie NL-All Star Team, dla którego zdobył home runa. W sierpniu zaliczył średnią 0,348, zdobył 5 home runów, zaliczył 19 RBI i po raz czwarty w karierze został wybrany najlepszym zawodnikiem miesiąca w National League. Ponadto za działalność charytatywną otrzymał nagrodę Roberto Clemente Award.

### San Francisco Giants
15 stycznia 2018 został zawodnikiem San Francisco Giants. 7 kwietnia 2018 w meczu przeciwko Los Angeles Dodgers po raz pierwszy w swojej karierze zaliczył 6 odbić w jednym spotkaniu. W drugiej połowie czternastej zmiany przy stanie 4–5 dla Dodgers, zdobył trzypunktowego, zwycięskiego home runa.

### New York Yankees
31 sierpnia 2018 w ramach wymiany zawodników przeszedł do New York Yankees.

### Philadelphia Phillies
12 grudnia 2018 podpisał trzyletni kontrakt z Philadelphia Phillies.

## Nagrody i wyróżnienia
| Nagroda/wyróżnienie     | Lata                         | Źródło |
| MVP National League     | 2013                         | [ 15 ] |
| 5× All-Star             | 2011, 2012, 2013, 2014, 2015 | [ 7 ]  |
| Gold Glove Award        | 2012                         | [ 7 ]  |
| 4× Silver Slugger Award | 2012, 2013, 2014, 2015       | [ 7 ]  |
| Roberto Clemente Award  | 2015                         | [ 19 ] |